# Бородинка (Орловская область)
Бородинка — деревня в Ливенском районе Орловской области России.
Входит в состав Сосновского сельского поселения.

## География
Находится на левом берегу реки Сосна, граничит на севере с административным центром поселения — селом Сосновка.
В деревне имеется одна улица: Набережная .

## Население
| 2010 |
| ---- |
| 1    |